# Lida idrottskyrka
Lida idrottskyrka är en kyrkobyggnad som ligger på Lida friluftsområde i Botkyrka kommun. Kyrkan är belägen på en sluttning ned mot sjön Getaren. Kyrkan drevs ursprungligen av Friluftsfolkets Gudstjänstkommitté i samarbete med Botkyrka församling, men ägs i dag helt av Botkyrka församling.
Lida idrottskyrka har ingen kontinuerlig gudstjänstverksamhet, men öppnas upp i samband med andra aktiviteter på friluftsområdet. Kyrkan är dock populär för dop och vigslar.

## Klockstapeln

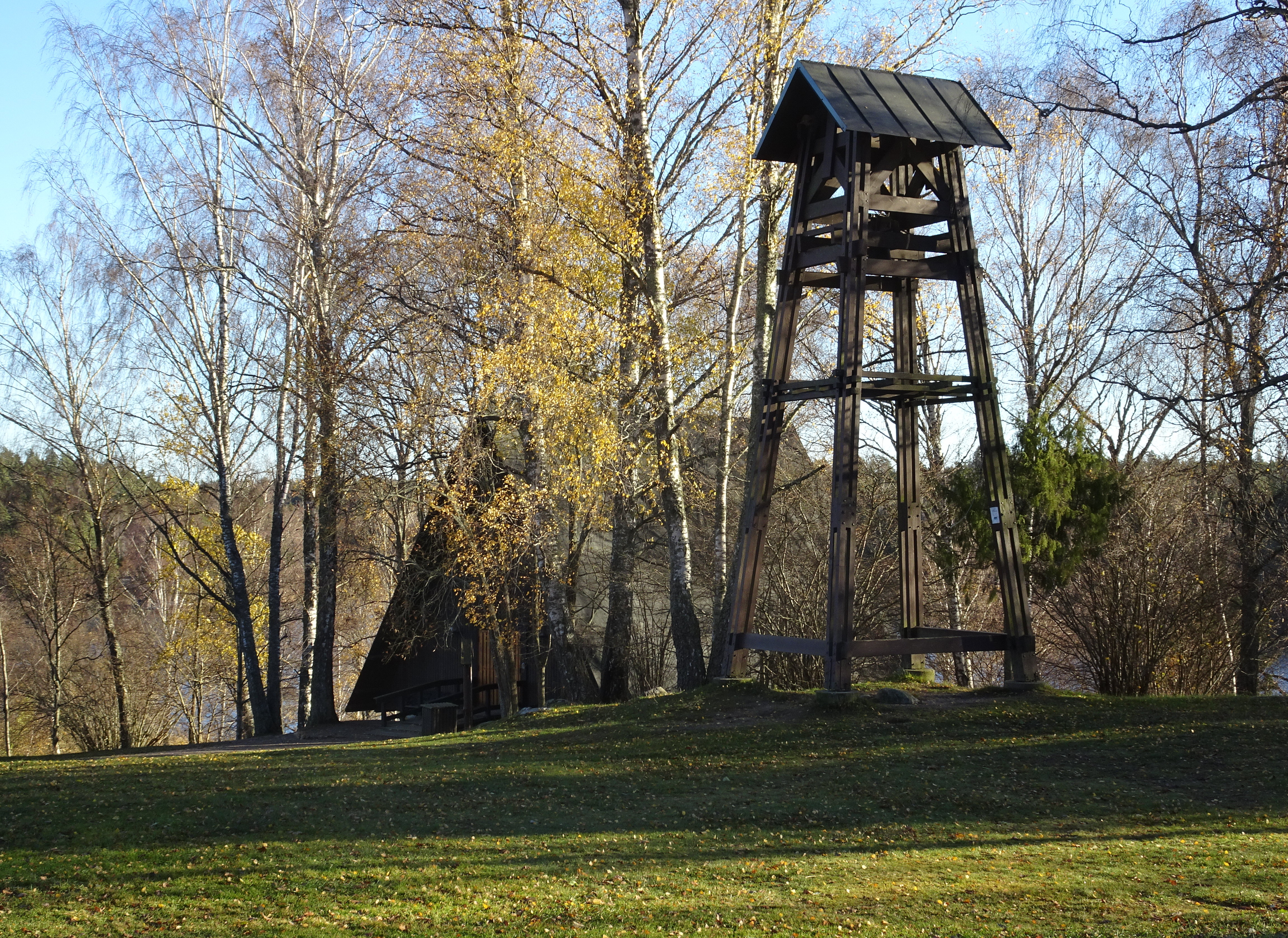
Ralph Erskines klockstapel från 1947.

År 1947 restes en klockstapel på friluftsområdet för att ringa in till gudstjänster som hölls ute i det fria. Ritningarna till stapeln var gjorda av Ralph Erskine som även ritat Lida friluftsgård.

## Kyrkobyggnaden
Tio år senare byggdes en kyrka bredvid klockstapeln på slänten ner mot sjön Getaren. Med hjälp av frivilliga krafter uppfördes kyrkan på sex månader och invigdes 17 november 1957 av biskop Helge Ljungberg. Ritningarna var gjorda av arkitekt Ebbe Lidemark. En omfattande renovering genomfördes vid mitten av 1990-talet. En ny klockstapel uppfördes 2006 efter ritningar av Ebbe Lidemark med gamla stapeln som förebild.
Kyrkan är byggd av betong och brun tjärad trä och har ett brant sadeltak som sträcker sig nästan ända ned till marken. Kyrkorummets golv sänker sig stegvis ned mot koret. Korväggen är ett stort glasfönster där den omgivande naturen med vy över Getaren får utgöra altartavla.

## Inventarier
- Ett fristående altare av trä har ett silverkors på en träsockel.
- Till höger om altaret finns en fyrkantig predikstol av trä. På predikstolen finns en metallrelief på trä som skildrar hur Jesus instiftar nattvarden. Konstnären är okänd.
- Till vänster om altaret står dopfunten som består av en korsformad fot som bär upp en mässingsplatta där en dopskål av glas står.

### Orgel
- 1957 byggde I Starup & Sön, Köpenhamn en mekanisk orgel.

| Manual            |
| Trägedackt 8' B/D |
| Rörflöjt 4' B/D   |
| Principal 2' B/D  |
| Oktava 1' B/D     |

- En digitalorgel är på 27 stämmor.

### Webbkällor
- Lida idrottskyrka på Botkyrka församlings webbplats
- Lida friluftsgård